# Gäddgölen (Tjällmo socken, Östergötland)
Gäddgölen är en sjö i Motala kommun i Östergötland och ingår i Motala ströms huvudavrinningsområde. Sjöns area är 0,018 kvadratkilometer och den är belägen 101 meter över havet.